# مقاطعة ويتفيلد (جورجيا)
مقاطعة ويتفيلد (بالإنجليزية: Whitfield County)‏ هي إحدى المقاطعات في ولاية جورجيا في الولايات المتحدة الأمريكية.